# Daktyliophorae
Daktyliophorae é uma subordem de cnidários cifozoários da ordem Rhizostomeae.